# Marnix Willem Steffen
Marnix Willem Steffen is een Nederlandse violist en dirigent. 

## Levensloop
Steffen is geboren in Delft en is  afgestudeerd als Uitvoerend Musicus (Master of Music)  aan het Rotterdams Conservatorium (CODARTS). Hij werkte veelvuldig als concertmeester en gaf onder meer recitals met de pianist Daniel Wayenberg. In het jaar 2000 verhuisde hij naar Spanje, waar hij zijn professionele debuut als dirigent maakte bij het Orquesta Ciudad de Granada in 2005. Een jaar eerder ontving hij een speciale aanbeveling op het dirigenten-concours van het Orquesta de Cadaquès, uit naam van dirigent en voorzitter van de jury Sir Neville Marriner. 
Na meerdere uitnodigingen voor gastdirecties in Zuid-Amerika verhuisde hij in 2011 naar de Peruaanse stad Lima. Gedurende vijf jaar was hij chef-dirigent en artistiek leider van het Orquesta Ciudad de los Reyes. Tevens was hij verbonden als dirigent en docent aan het Conservatorio Nacional de Música de Perú. Als gastdirigent trad hij op in Europa en Zuid-Amerika.

## Onderscheiding
In 2013 ontving hij een hoge Culturele Onderscheiding ter gelegenheid van de 192ste herdenking van de Onafhankelijkheid van Peru.
In 2018 ontving hij een bijzonder eerbetoon van de Comunidad Andina (CAN) voor de integratie van de volksmuziek van de Andes in de klassieke concerten en de waardevolle bijdrage in de verspreiding ervan.

## Actualiteit
Momenteel is hij artistiek leider van het Orquesta de Cámara Nueva Lima Clásica. Naast zijn activiteiten als dirigent is hij nog steeds actief als violist. Ook neemt hij deel als jurylid bij internationale concoursen. Eén van zijn vioolleerlingen is aangenomen op de Juilliard School. 
Verbonden aan diverse culturele instanties en ambassades, contribueert hij aan de verspreiding en ontwikkeling van de klassieke muziek, en stimuleert hij de muzikale uitwisseling tussen Zuid-Amerika en Europa.
Marnix Willem Steffen is eind mei 2020 met een repatriëringsvlucht vanuit Zuid-Amerika naar Nederland teruggekeerd.